# 9060 Toyokawa
9060 Toyokawa eller 1992 RM är en asteroid i huvudbältet som upptäcktes den 4 september 1992 av den japanska astronomen Satoru Otomo i Kiyosato. Den är uppkallad efter Hideji Toyokawa.
Den har en diameter på ungefär 4 kilometer.